# ناتسومي كون
ناتسومي كون (昆 夏美 كون ناتسومي، ولدت 28 يونيو 1991) هي ممثلة ومغنية يابانية.

## الأعمال

### المسرحيات الموسيقية
- آن غرين جابلز (أبريل-أكتوبر 2009) – مثل آن [4][5]
- روميو وجولييت (سبتمبر-أكتوبر 2011) – مثل جولييت [ا] [6]
- هاملت (فبراير-مارس 2012) – دور أوفيليا [7]
- Songs for a New World (أغسطس 2012) [8]
- البؤساء – مثل Éponine
  - (نيسان (أبريل) - تشرين الثاني (نوفمبر) 2013) [ب] [9]
  - (نيسان (أبريل) - أيلول (سبتمبر) 2015) [lower-alpha 5]
  - (أيار (مايو) - تموز (يوليو) 2017) [ج]
  - (أيار (مايو) - تشرين الأول (أكتوبر) 2019) [د]
- شارلوك هولمز - أندرسون آي نو هيميتسو – بدور لوسي (يناير 2014)
- عائلة آدامز – مثل الأربعاء أدامس
  - (نيسان (أبريل) - أيار (مايو) 2014)
  - (تشرين الأول (أكتوبر) - كانون الأول (ديسمبر) 2017)
- ملكة جمال سايجون – مثل كيم
  - (تموز (يوليو) - أيلول (سبتمبر) 2014) [ه]
  - (تشرين الأول (أكتوبر) 2016 - كانون الثاني (يناير) 2017) [و]
  - (آذار (مارس) - حزيران (يونيو) 2020) [ز]
  - (أغسطس - أكتوبر 2022) [ح]
- التاريخ الأول (نوفمبر - ديسمبر 2014) – مثل أليسون
- الأخوة الدم (فبراير-مارس 2015) – مثل ليندا [ط]
- Grand Hotel (أبريل – مايو 2016) – مثل Flemchen [ي]
- أطفال خزانة العملات (يونيو - يوليو 2016) – مثل شقائق النعمان [10]
- تسع حكايات -Kyūbiko no Monogatari- (يناير 2018) – بدور بايكا
- الحديقة السرية – دور مارثا
  - (حزيران (يونيو) - تموز (يوليو) 2018)
- ماري أنطوانيت – بدور مارجريد أرنو
  - (أيلول (سبتمبر) 2018 - كانون الثاني (يناير) 2019) [يا]
  - (كانون الثاني (يناير) إلى شباط (فبراير) 2021) [يب]
- روكابيلي جاك – بدور لوسي جونز
  - (14 سبتمبر - 30 ديسمبر 2019)
- عرض روكي الرعب – بدور جانيت فايس
  - (13 يناير - 28 فبراير 2022)
- بجانب عادي – مثل ناتالي
  - (25 مارس - 17 أبريل 2022) [يج]
- ماتيلدا – بدور الآنسة جينيفر هوني
  - (ربيع 2023) [يد]
- توتسي – بدور ساندي ليستر
  - (10-30 يناير 2024)
- في هذا الركن من العالم – بدور سوزو أورانو
  - (مايو-يوليو 2024) [يه]
- البؤساء – مثل Fantine
  - (ديسمبر 2024–يونيو 2025) [يو] [9]

### الدراما التلفزيونية
- القتل في جبل فوجي (أبريل - يونيو 2012 ، EX ) – بدور كلارا

### الأنمي
- Majestic Prince (أبريل 2013 - ، JAITS ) – مثل Kon Natsumi (مسؤول العلاقات العامة في GDF)

## روابط خارجية
- Toho Entertainment Natsumi Kon (actress) باللغة اليابانية
- Toho Entertainment Natsumi Kon (artist) باللغة اليابانية
- باللغة اليابانية

1. 1 2  دليل المواهب اليابانية، 2012، QID:Q11506585
2. 1 2  Internet Movie Database (بالإنجليزية), QID:Q37312
3. 1 2  Internet Movie Database (بالإنجليزية), QID:Q37312
4. ↑  "2009年 キャスト". Life concert music play 'Anne of Green Gables' (باليابانية). DPI-NGO UN Classical Live Association. Archived from the original on 2018-01-28. Retrieved 2018-01-27.
5. ↑  "生命のコンサート 音楽劇 赤毛のアン" (باليابانية). Archived from the original on 2022-03-30. Retrieved 2018-01-27.
6. ↑  "ミュージカル ロミオ&ジュリエット" (باليابانية). Archived from the original on 2013-06-24. Retrieved 2018-01-27.
7. ↑  Heroine. "ミュージカル ハムレット公演情報 - 演劇ライフ" (باليابانية). Archived from the original on 2013-04-25. Retrieved 2018-01-27.[وصلة مكسورة]
8. ↑  "song for a new world-新しい世界の扉を開ける14の物語-公演情報 - 森ノ宮ピロティホール" (باليابانية). Archived from the original on 2013-04-25. Retrieved 2018-01-27.[وصلة مكسورة]
9. 1 2  "ミュージカル レ・ミゼラブル" (باليابانية). Archived from the original on 2022-04-07. Retrieved 2018-01-27.
10. ↑   (Interview) (باليابانية). {{استشهاد بمقابلة}}: الوسيط |title= غير موجود أو فارغ (help)